# Notkarspitze
Le Notkarspitze est un sommet des Alpes, à 1 888 m d'altitude, dans les Alpes d'Ammergau, en Allemagne (Bavière).